# Метода дијалектичког хиперемпиризма
Метода дијалектичког хиперемпиризма је свака непоколебљива и неконтролисана дијалектика која води у безгранично различита искуства.
Француски социолог Жорж Гурвич у првој фази свог развоја сматрао је да се помоћу феноменолошког метода могу сазнати и описивати друштвени феномени. Касније, Гурвич одбацује феноменолошки метод у социологији и развија метод дијалектичког хиперемпиризма. Он је своју концепцију дијалектике узимао у значењу опште теорије искуства. Ово индентификовање са искуством у целини оријентисало је Гурвича на став да дијалектика има битно људско значење, значење саме људске индивидуалне и колективне праксе. Тим поводом Гурвич каже: „Види се, наиме, колико је дијалектички хиперемпиризам (или емпиријско–реалистичка дијалектика) људски, а колико људско, друштвено, историјско јесте хиперемпиријско и дијалектичко“. С обзиром да је дијалектика већ конципирана као најпотпунија искуствена синтеза, Гурвич ће у савременим природно–научним теоријама видети ослонац за своје схватање те ће у илустрацијама операционалних принципа дијалектике наводити Боров принцип дијалектичке комплементарности, Гонзетову идеју о бесконачно малим и бесконачно великим величинама, Хајзенбергову „једначину неизвесности“, Ајнштајнов принцип релативитета и Башеларову операционалистичку дијалектику.

## Појам дијалектичког хиперемпиризма
Гурвич сматра да типолошка метода конструише у социологији квалитетне и дисконтинуиране типове (микросоциолошке типове, типове посебних групација и типове глобалног друштва). Ове три врсте типова друштвене стварности могу се схватити ако се на њих примене посебни операциони поступци дијалектичког хиперемпиризма. Познато је да Гурвич у схватању друштвене стварности развија својеврсни плурализам тј. мноштво типова кроз које се рефлектује друштвена стварност. Овакво полазиште намеће питање: Како Гурвич схвата дијалектику? „Први задатак дијалектике-каже он- је разарање свих стечених и искристалисаних појмова да би спречило њихово окамењавање које потиче од њихове неспособности да схвате целину у кретању, као и да истовремено узму у обзир цело и његове делове. Стога би дијалектика, да би била плодна, морала у суштини бити антидогматичка, искључујући свако узимање филозофије или научног става унапред“. Гурвич инсистира на искуству и то таквом искуству које се стално обнавља и не може затворити ни у какав непокретан оперативни оквир.

## Операциони поступци дијалектичке методе
- дијалектичка комплементарност;
- узајамна дијалектичка импликација;
- дијалектичка двосмисленост;
- дијалектичка поларизација;
- реципроцитет перспективе.

Гурвич разликује три врсте дијалектичке комплементарности, а то су: комплементарност алтернатива које откривају да то нису, комплементарност компензације и комплементарност елемената усмерених у истом правцу. 
Поступак узајамна дијалектичка импликација састоји се у томе, да се пронађу у хетерогеним или супротним елементима или терминима сектори који се секу и преплићу, узајамно садрже до извесног степена, прожимају или делимично постоје једни у другима. 
Поступак дијалектичке двосмислености открио је Фројд . Све што потиче из људске стварности носи печат двосмислености.
Дијалектичка поларизација осветљава поларизацију елемената, који се под одређеним околностима не појављују као антиномије. Искуство намеће поларизацију на основу реалног кретања људских тоталитета. Гурвич сматра да дијалектичка поларизација у социологији и друштвеним наукама није универзални поступак и нема ничег искључивог. 
Реципрочност перспективе је поступак који Гурвич објашњава на следећи начин: у елементима који не допуштају ни индентификацију ни раздвајање, узајамна иманентност је до те мере постала интензивна да доводи до паралелизма или више или мање строге симетрије њихових манифестација.

## Границе дијалектике
Према Гурвичу дијалектика помаже да се осујети свако догматизирање једне ситуације, свако решење које иде линијом најмањег отпора, сваку свесну или несвесну сублимацију, свако самовољно изоловање и свако заустављање кретања друштвене стварности. Међутим, дијалектика не објашњава. Она нам даје шему објашњења. Она нас доводи до прага објашњења у социологији, али никада не прекорачује тај праг .
Операционе поступке методе треба разликовати од експликативних поступака и правила која служе за објашњење друштвених чињеница. Гурвич ограничава своју дијалектичку методу на подручје чисте дескрипције. Она не испитује узрочност, каузалне и корелативне везе, статистичке правилности и друге законите тенденције и зато не може да објашњава појаве у друштву. Због тога када се дијалектички хиперемпиризам не ослања на објективне законитисти у друштву, тада и није у могућности да пружа оквире за објашњење друштвених појава.